# Susanne Heinrich
Susanne Heinrich, née le 13 octobre 1985 à Oschatz près de Leipzig, est une écrivaine et réalisatrice allemande. Avec Une femme mélancolique elle remporte le prix du meilleur film de fiction au Festival Max Ophüls en 2019. Elle vit à Berlin.

## Biographie
Adolescente, Susanne Heinrich commence à écrire au Humboldt Gymnasium de Leipzig. En 2004, elle étudie la littérature à l'Institut allemand de Leipzig, qu'elle abandonne après l'examen intermédiaire. Entre 2005 et 2011, elle publie quatre livres ; deux romans et deux volumes de nouvelles. En 2005, elle participe au concours du prix Bachmann à Klagenfurt. En 2010, elle remporte une bourse de résidence à la Villa Aurora à Los Angeles. En 2011, elle reçoit une bourse pour la Villa Massimo à Rome.
En 2012, elle étudie la réalisation à l'Académie allemande du cinéma et de la télévision de Berlin (DFFB). Son premier long métrage, Une femme mélancolique, reçoit le prix Max Ophüls au concours de Sarrebruck en 2019. Le jury affirme que le film est « une œuvre d'art cinématographique qui raconte l'odyssée d'une jeune femme au milieu de la culture et de l'identité postmodernes sur un ton vif et élégant, avec des mots analytiques précis et des images aux couleurs pastel méticuleusement conçues. Avec une précision ironique et une répartition humoristique, le film frappe sans cesse le clou dans sa traduction des théories féministes ». Le film remporte également le prix du jury œcuménique.

## Récompenses et distinctions
- 2002 : Prix du public du Hattinger Award for Young Literature
- 2002 : Prix du Concours de littérature jeunesse de Berlin
- 2002 : Prix du concours de littérature jeunesse saxonne
- 2003 : Lauréate du Young Authors Meeting, 2e Prix au Prix Limbourg
- 2019 : Prix Max Ophüls pour Une fille mélancolique
- 2019 : Prix du Jury œcuménique, Sarrebruck pour Une fille mélancolique
- 2019 : Neisse Film Festival - prix meilleur long métrage pour Une fille mélancolique[6],[7]

## Publications
- In den Farben der Nacht, Köln, 2005  (ISBN 978-3-8321-7937-3).
- Die Andere, Köln, 2007  (ISBN 978-3-8321-8013-3).
- So, jetzt sind wir alle mal glücklich, Köln, 2009  (ISBN 978-3-8321-8033-1).
- Amerikanische Gefühle: Geschichten von Frauen und Männern, Köln, 2011  (ISBN 978-3-8321-9631-8).

## Films
- 2019 : Une femme mélancolique, long métrage, scénario, réalisation et montage